# Parathyroïde hoofdcel

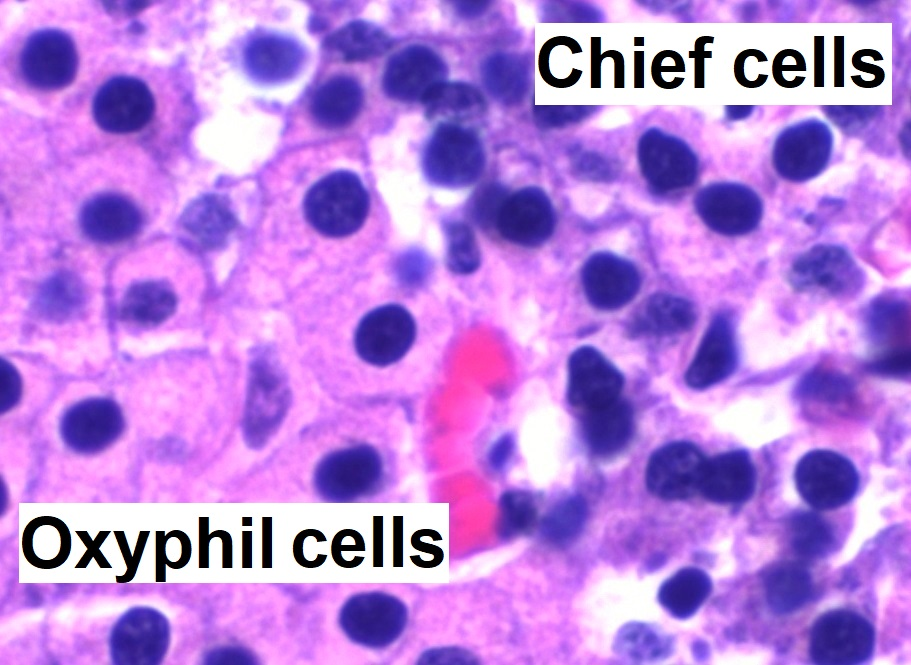
Een bijschildklier. H&E-kleuring. Chief cell=Parathyroïde hoofdcel. Oxophil cells=Oxyfiele cellen

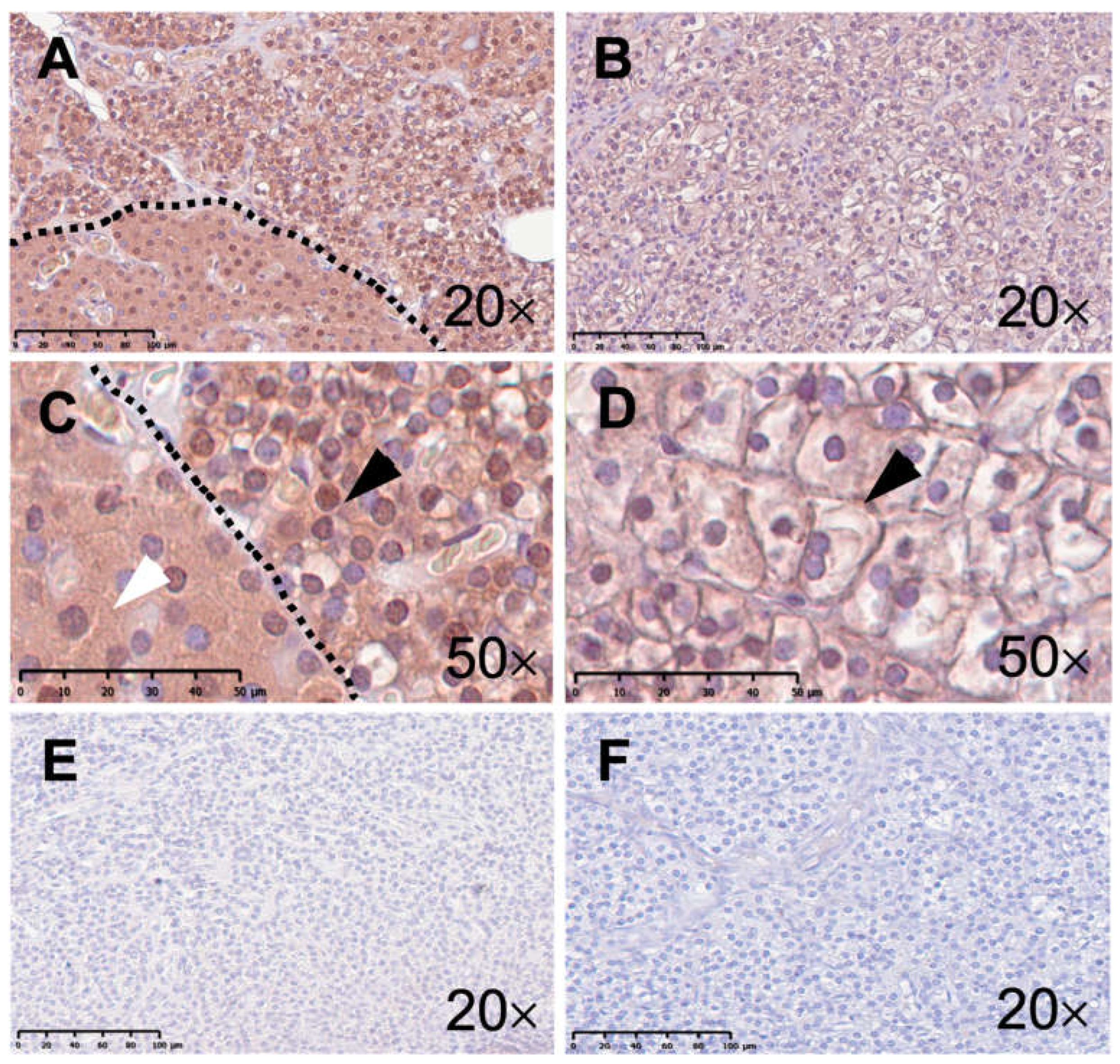
A een overzicht van gezond bijschildklierweefsel met een pool van hoofdcellen rechtsboven en een pool van oxyfiele cellen linksonder van de demarcatie lijn. C toont zowel hoofdcellen (zwarte pijl) als oxyfiele cellen (witte pijl) bij hogere vergroting. B een overzicht van humaan bijschildklierweefsel van een patiënt met pHPT. D hoofdcellen (zwarte pijl) bij hogere vergroting. E een overzicht van de negatieve controlekleuring van gezond bijschildklierweefsel (schaalbalk: 100 µm). F een overzicht van de negatieve controlekleuring van bijschildklierweefsel van een patiënt met pHPT.

Parathyroïde hoofdcellen (engels:parathyroid chief cell), parathyroïde cellen, hoofdcellen van de parathyroïd of hoofdcellen, zijn het primaire celtype van de bijschildklier (glandula parathyreoidea). Ze zijn 6–8 μm groot. Ze produceren en scheiden parathormoon af als reactie op lage calciumspiegels. Het parathormoon speelt een belangrijke rol bij het reguleren van de calciumspiegels in het bloed door de hoeveelheid calcium in het bloed te verhogen.
Het tweede type cellen van de bijschildklier zijn de oxyfiele cellen waarvan er minder zijn dan parathyroïde hoofdcellen. De oxyfiele cellen zijn groter dan de parathyroïde hoofdcellen en hebben een eosinofiel korrelig cytoplasma. Oxyfiele cellen zijn niet aanwezig bij de geboorte zoals hoofdcellen en kunnen uit deze laatste voortkomen gedurende de puberteit.

## Histologie
De parathyroïde hoofdcellen zijn georganiseerd als dichte strengen die de haarvaten in de bijschildklier omringen. Parathyroïde hoofdcellen van de bijschildklier vormen het grootste deel van de bijschildklier, samen met adipocyten en oxyfiele cellen. Parathyroïde hoofdcellen van de bijschildklier hebben grote hoeveelheden organellen die verband houden met eiwitsynthese. Zoals in veel endocriene organen verschijnen er met de leeftijd meer oxyfiele cellen in de bijschildklier. Bijschildklierweefsel lijkt een lage omloopsnelheid te hebben.
Parathyroïde hoofdcellen worden donkerpaars in een H&E-kleuring, terwijl de oxyfiele cellen met dezelfde kleurstoffen lichter roze kleuren. Ze zijn veelhoekig van vorm met een ronde celkern.
Parathyroïde hoofdcellen brengen de meeste tijd inactief door vanwege normale calciumniveaus. Deze inactieve cellen zijn kubusvormig. Ze hebben lage niveaus van secretoire korrels, in tegenstelling tot actieve parathyroïde hoofdcellen. Deze korrels kunnen zure fosfatase bevatten. Zure fosfatase wordt alleen aangetroffen in grotere secretoire korrels, 400 tot 900 nm in diameter, en is minder wijdverbreid in kleinere korrels. Deze zure fosfatase is ook aanwezig in het golgicomplex van de parathyroïde hoofdcel. De golgicomplexgebieden die geassocieerd worden met de opslag van het bijschildklierhormoon bevatten echter weinig of geen zure fosfatase. De parathyroïde hoofdcellen worden actief als reactie op een laag calciumgehalte in het bloed. Het lage niveau wordt waargenomen door de calcium-gevoelige receptor die zich op het celmembraan van de parathyroïde hoofdcellen bevindt. Deze actieve cellen hebben een grotere elektronendichtheid dan de inactieve parathyroïde hoofdcellen. De elektronendichtheid wordt veroorzaakt door de secretoire korrels. De parathyroïde hoofdcel heeft een helder cytoplasma.

## Functie

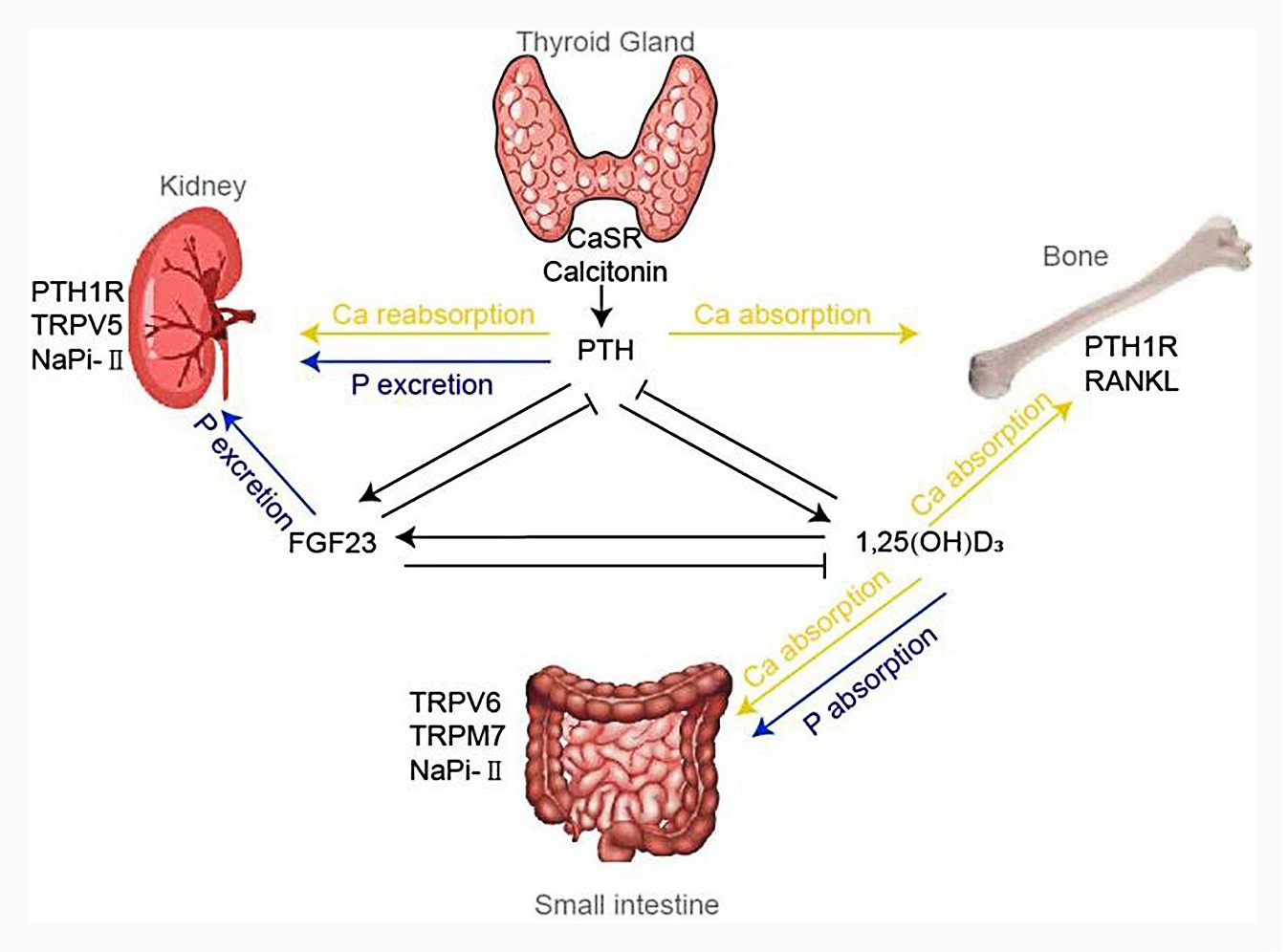
Calcium- en fosforhomeostase. PTH=parathormoon.

De parathyroïde hoofdcellen van de bijschildklieren meten de hoeveelheid calcium in het bloed en geven het calciumverhogende hormoon parathormoon af om normale calciumspiegels in het bloed te corrigeren of te behouden. Zo wordt het calciummetabolisme als onderdeel van het endocriene systeem gereguleerd. Het parathormoon verhoogt het calciumniveau door calcium vrij te maken uit de botopslag, en calcium uit de urine vast te houden, en waarschuwt de darmen om meer calcium op te nemen uit ingenomen voedingsstoffen. Te veel van dit hormoon kan een indicator zijn van ziekte.

### Calcium-sensorische receptor (CaR)
De secretie van het parathormoon wordt gereguleerd door de interactie van de calcium-sensorische receptor met calcium in het bloed. De calcium-sensorische receptor is aanwezig op het celmembraan van de parathyroïde hoofdcellen. De CaR is een G-proteïnegekoppelde receptor, als onderdeel van de glutamaatfamilie (Klasse C). De CaR is verdeeld in drie algemene eiwitdomeinen. Deze omvatten een NH2-terminaal extracellulair uiteinde, een COOH-terminaal intracellulair uiteinde en zeven transmembraaneiwitdomeinen. De CaR interageert positief met fosfolipase C en adenylylcyclase. De CaR omvat fosforyleringsplaatsen voor tyrosinekinase C en tyrosinekinase A. De fosforylering van fosfolipase C blijkt de secretie van het parathormoon te remmen vanwege hoge calciumgehaltes in het bloed. De functie van de proteïnekinase A-plaatsen is niet bekend.